# Marko Alvir
Marko Alvir (Zagabria, 19 aprile 1994) è un ex calciatore croato, di ruolo centrocampista.

## Carriera

### Club
Ha giocato nella massima serie dei campionati sloveno e ceco.

### Nazionale
Ha militato nelle nazionali giovanili croate Under-17, Under-18 ed Under-19.

## Palmarès

### Club

#### Competizioni nazionali
- Campionato ceco: 1

Slavia Praga: 2016-2017